# Internationella Soka Gakkai

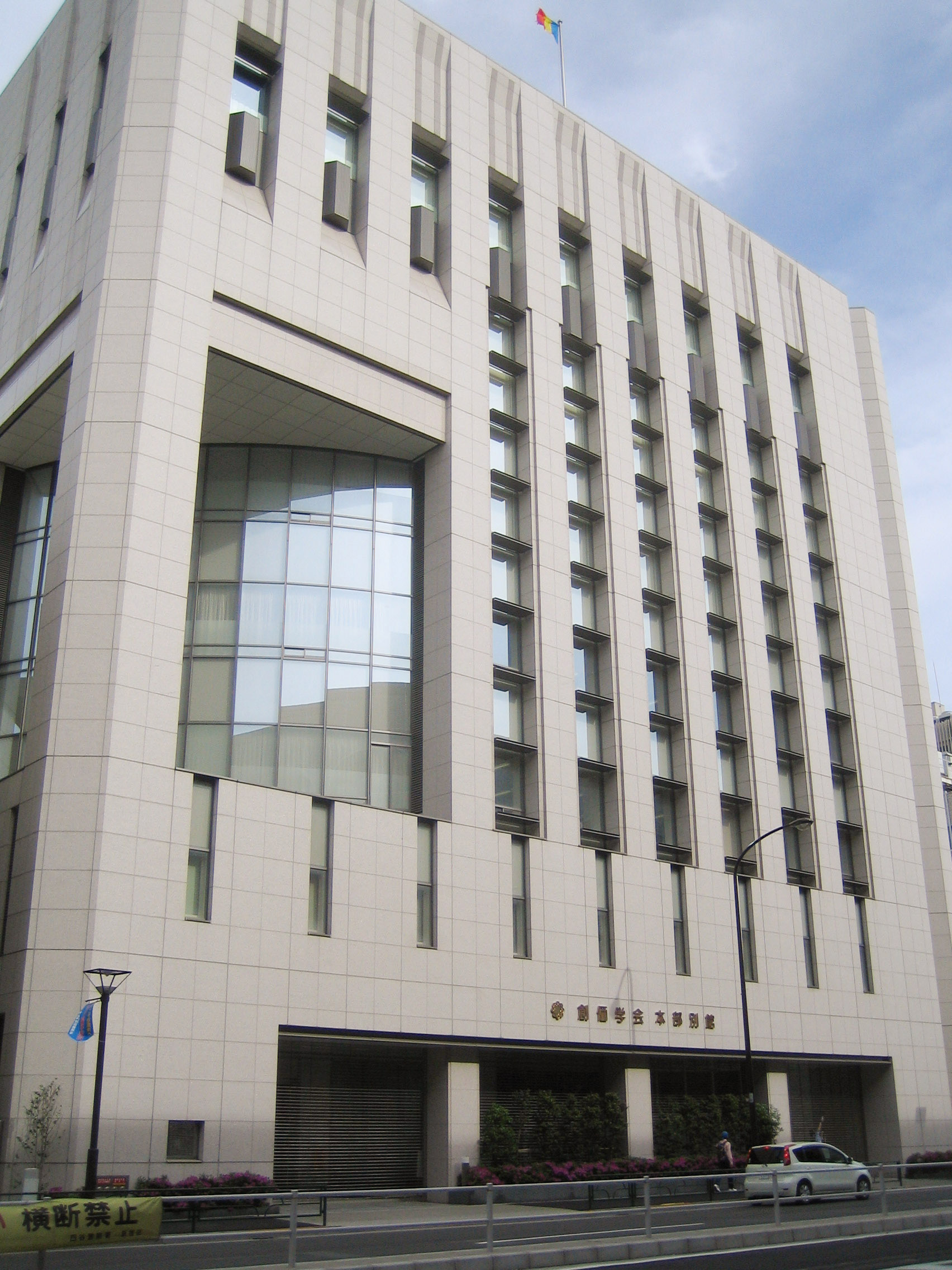
Soka Gakkais huvudkontor i Tokyo

Internationella Soka Gakkai (創価学会インターナショナル förkortat SGI) är en buddhistisk lekmannaorganisation, med syfte att sprida Nichiren-buddhismen. Likt andra inriktningar av nichiren ligger fokus på Lotussutran.
Sokka Gakkai är en av de största buddhistiska lekmannaorganisationerna i världen. SGI har varit föremål för stora kontroverser och kritik, till följd av organisationens ivriga försök att rekrytera nya medlemmar, nedvärdering av religiösa motståndare och en påstådd personkult centrerad kring Daisaku Ikeda.

## Historia
1928 konverterade pedagogen Tsunesaburo Makiguchi till Nichiren Daishonins buddhism och skapade föreningen Soka Kyoiku Gakkai, "Föreningen för värdeskapande utbildning". Grundat på buddhistisk filosofi skapade Makiguchi en ny form av pedagogik.
När Japan gav sig in i andra världskriget, påbjöd regeringen att alla religiösa riktningar i landet skulle inordna sig under shintoismen, som menade att kejsaren av Japan var en levande gud. Flertalet accepterade regeringens befallning och satte upp shinto-talismanen i sina tempel. Som Nichiren Daishonin hade gjort på sin tid, motsatte sig dock Makiguchi och hans lärjunge Josei Toda all sammanblandning med andra religioner samt Japans aggressionspolitik. I början av kriget blev de därför satta i fängelse. Makiguchi dog i fångenskap innan kriget var över. Toda släpptes fri strax före Japans kapitulation. Efter kriget började han bygga upp den organisation som idag är Soka Gakkai International.
Josei Todas efterträdare, Daisaku Ikeda, är Soka Gakkai Internationals nuvarande ordförande. SGI är idag en världsomspännande organisation. Daisaku Ikeda reser mycket utanför Japan. Som ett led i fredsarbetet har han fört dialog med många inflytelserika politiker, forskare och beslutsfattare. Daisaku Ikeda fick FN:s fredspris 1983.